# Новоникольск (Татарстан)
 Новоникольск  — село в Альметьевском районе Татарстана. Административный центр Новоникольского сельского поселения.

## География
Находится в юго-восточной части Татарстана на расстоянии приблизительно 15 км по прямой на север от районного центра города Альметьевск.

## История
Основано в конце XVIII века, упоминалось также как Николаевка, Пасмурово. В 1830 году была построена Никольская церковь.

## Население
Постоянных жителей было: в 1795—195, в 1859—626, в 1870—862, в 1884—998, в 1897—1199, в 1905—1045, в 1913—1168, в 1926—927, в 1938—947, в 1949—544, в 1958—435, в 1970—280, в 1979—259, в 1989—351, в 2002 − 463 (татары 39 %, русские 58 %), 499 в 2010.